# Голям Царев връх
Вижте пояснителната страница за други значения на Царев връх.
Голям Царев връх е връх в планината Алиботуш (или Славянка), в близост до град Гоце Делчев, България. Височината му е 2183 m.
Върхът е известен още като Царев връх, Цари връх или Алиботуш. 
Издига се на най-високия от второстепенните ридове на планината, северно от главното планинско било и на североизток от първенеца Гоцев връх (Али Ботуш). На югоизток с висока седловина се свързва с Малък Царев връх. Има куполовидна форма със стръмни и лавиноопасни западни и източни склонове, които се спускат съответно към Белянов дол и Хамбарица (Буровица). Върхът е изграден от мрамори. Покрит е с тънки кафяви горски почви. В ниските части е обрасъл с гори от черна мура, а над 2000 м н.в. с високопланинска тревна растителност. Намира се в обхвата на резервата Алиботуш.
Основни изходни пунктове за изкачването на върха са хижите Славянка (над село Парил) и Извора (над село Петрово), бивши гранични застави.